# Never Again MSD
Never Again MSD (Nunca Más otra Marjory Stoneman Douglas) es una organización no gubernamental estadounidense, liderada por estudiantes sobrevivientes del tiroteo en la escuela secundaria Stoneman Douglas de Parkland, que aboga y defiende normas legales más estrictas para prevenir la violencia con armas de fuego.
El grupo, también conocido por el hashtag #NeverAgain, se formó después del tiroteo en la escuela secundaria Stoneman Douglas de Parkland, en el que 17 personas fueron asesinadas por un tirador armado con un fusil semiautomático tipo AR-15.
El grupo comenzó en las redes sociales como un movimiento "Para los sobrevivientes de Stoneman Douglas Shooting, por los sobrevivientes del Stoneman Douglas Shooting" usando la etiqueta #NeverAgain. El grupo ha exigido medidas legales legislativas, para evitar tiroteos similares en el futuro y ha condenado verbalmente a los legisladores estadounidenses que han recibido contribuciones políticas de la Asociación Nacional del Rifle (NRA).
El grupo fue fundado por una veintena de estudiantes que sobrevivieron al tiroteo de Stoneman Douglas. Entre sus miembros más prominentes se encontraban, 
Emma González,

Alex Wind, Cameron Kasky, David Hogg, Jaclyn Corin, Sarah Chadwick, Sofie Whitney, Delaney Tarr, Alfonso Calderón, Carly Novell y Chris Grady.
"MSD" se refiere a la Escuela Secundaria Marjory Stoneman Douglas. El grupo es conocedor de la tecnología y ha demostrado que las relaciones públicas son uno de sus puntos fuertes; según un informe, el grupo agregó 35,000 seguidores de Facebook durante un período de tres días y 134,000 seguidores hasta el 23 de febrero de 2018.

## Fundación

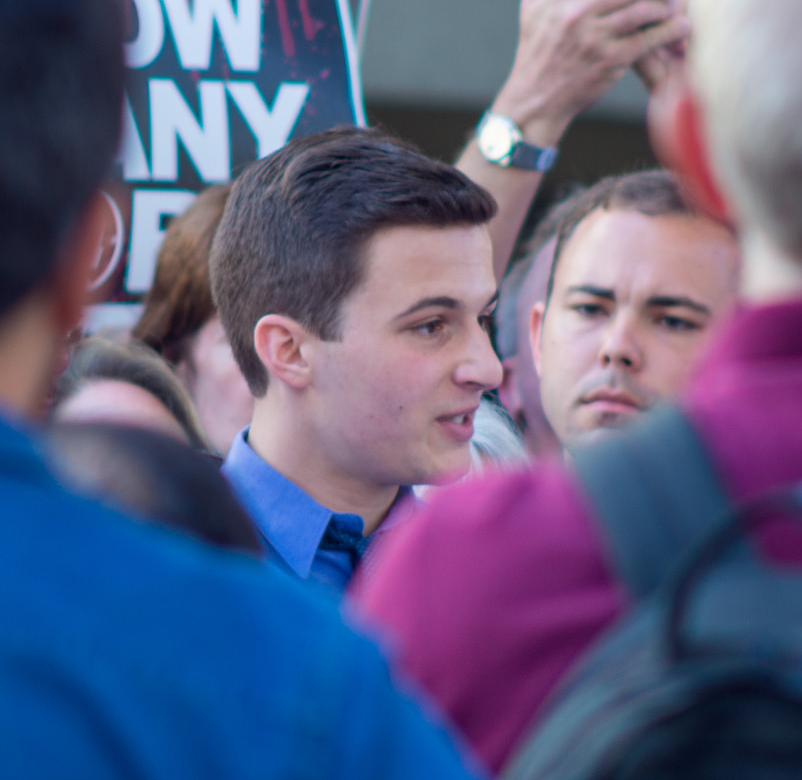
Cofundador Cameron Kasky (izquierda).

El grupo fue formado por Kasky y sus amigos en el club de teatro de la escuela secundaria durante los primeros cuatro días después del Tiroteo de Parkland. Dijeron que trabajaron rápidamente para aprovechar la atención de los medios de comunicación nacionales sobre los disparos y sus consecuencias.

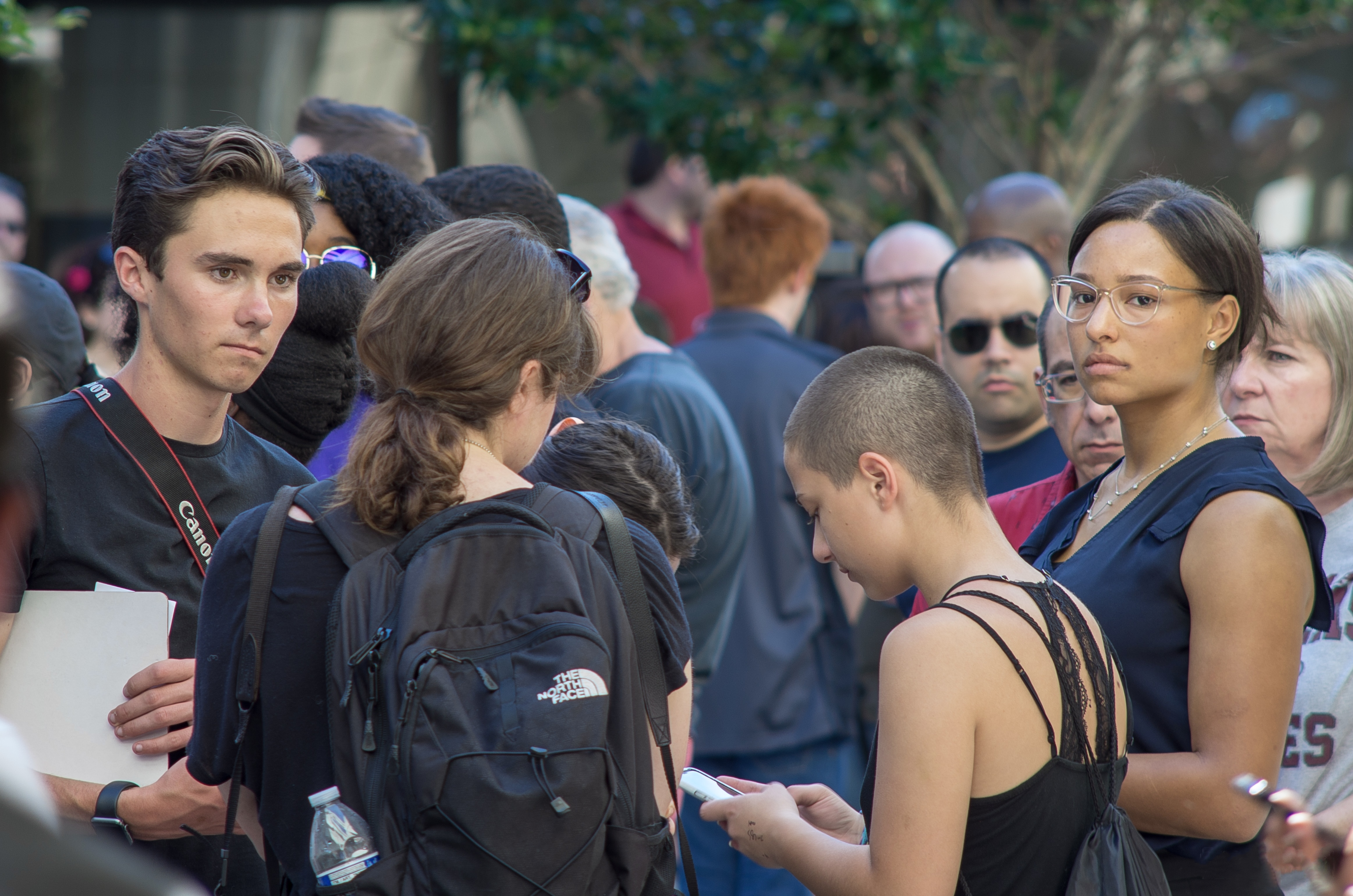
David Hogg (izquierda) y X González (segunda persona a la derecha) en una protesta en Fort Lauderdale, Florida el día 17 de febrero de 2018.

Kasky dijo que invitó a algunos de sus amigos a su casa después del tiroteo, y se le ocurrió el nombre Never Again en pijama mientras el grupo se quedaba despierto toda la noche para hacer planes. Al día siguiente, 15 de febrero, crearon cuentas en las redes sociales y anunciaron una protesta nacional el 24 de marzo. Durante los siguientes tres días, el grupo ganó más de 35,000 seguidores en Facebook.

## Activismo
El grupo realizó una manifestación el 17 de febrero de 2018 en Fort Lauderdale, Florida, a la que asistieron cientos de simpatizantes. X González se destacó por su discurso apasionado que reprendió "pensamientos y plegarias" del gobierno y del presidente Donald Trump.
El 24 de marzo de 2018 tuvo lugar "March for Our Lives", una manifestación nacional que incluyó una marcha en Washington D. C.. La marcha se llevó a cabo en colaboración con la organización sin fines de lucro Everytown for Gun Safety.
En una columna de opinión para CNN, el estudiante de Parkland Cameron Kasky escribió: "No podemos ignorar los problemas del control de armas que plantea esta tragedia. Por lo tanto, estoy pidiendo, no, estoy exigientdo, que actuemos ahora".
El grupo trabajó con la congresista Debbie Wasserman Schultz y la senadora de Florida Lauren Book para organizar un viaje en autobús al Capitolio del estado de Florida en Tallahassee para expresar sus preocupaciones a los legisladores y exigir acciones contra la violencia armada. Varios estudiantes observaron desde la galería cómo la Cámara de Representantes de Florida votó de 71 a 36 en contra de considerar un proyecto de ley para prohibir las armas de asalto (como fusiles semiautomáticos tipo AR-15) y los cargadores de gran capacidad. Más de 3000 personas asistieron a una manifestación en el Capitolio al día siguiente.
NeverAgain MSD y otros grupos también han logrado un progreso significativo al lograr que las corporaciones dejen de lado los patrocinios y descuentos de la Asociación Nacional del Rifle y para los miembros de esta organización. Las compañías, empresas y marcas que rompieron lazos con la Asociación Nacional del Rifle incluyen el First National Bank of Omaha, las compañías de alquiler de automóviles Hertz, Avis, Enterprise y Budget, la aseguradora MetLife, el software Symantec, la firma de seguridad doméstica SimpliSafe y aerolíneas como Delta y United.

## Respuesta

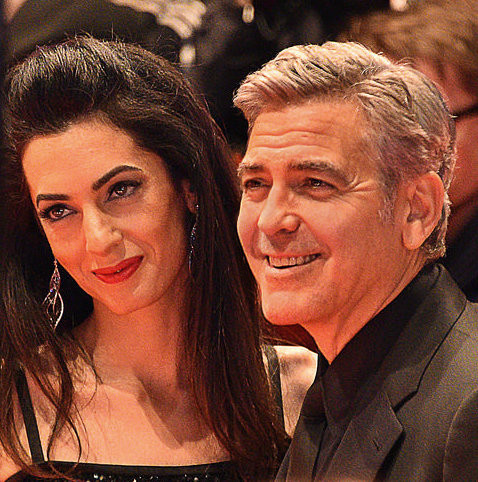
George Clooney y su esposa Amal Clooney

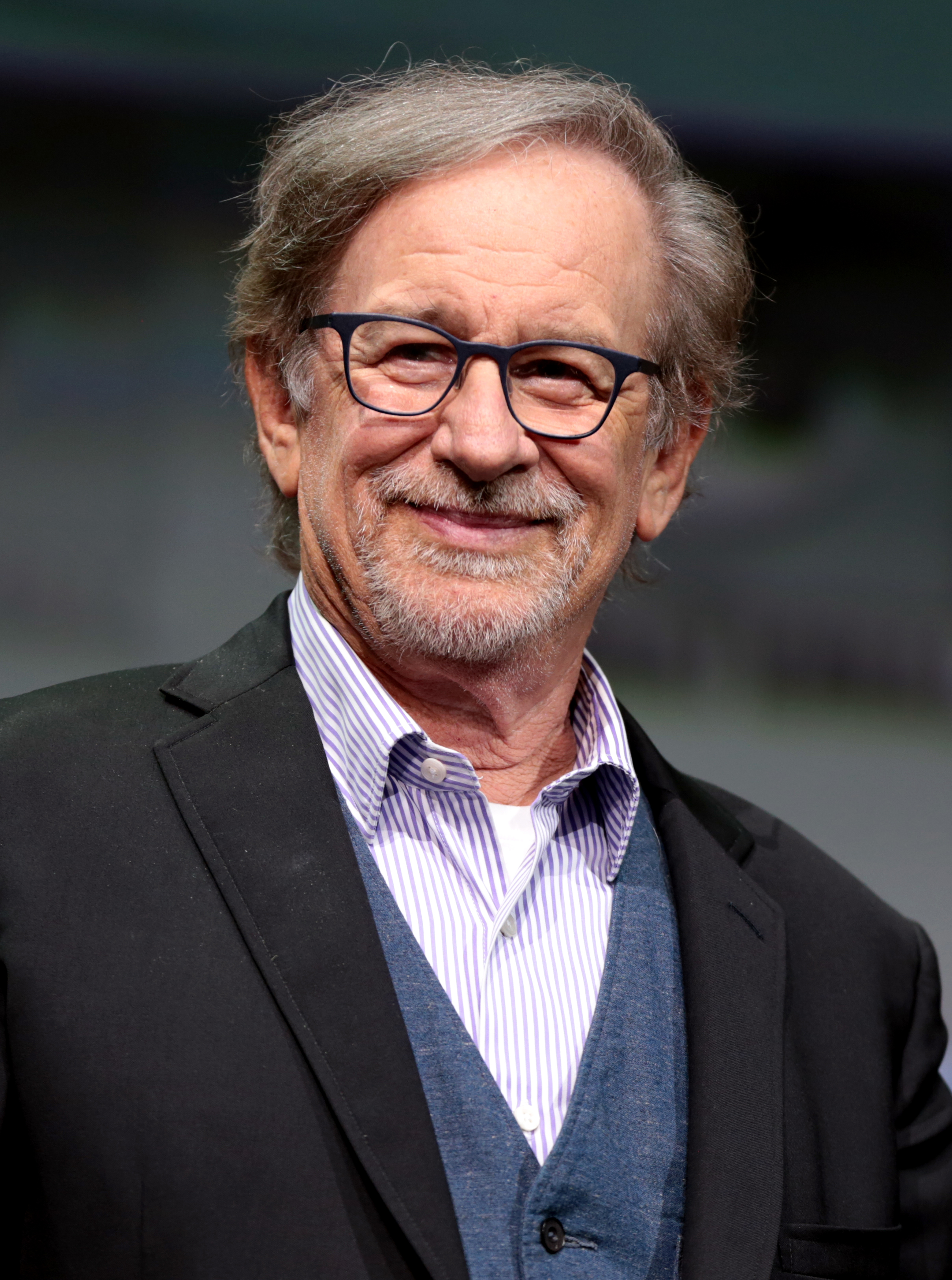
Steven Spielberg.

George y Amal Clooney donaron $ 500,000 a la organización para ayudar con el costo de organizar la manifestación Marcha por Nuestras Vidas (March for Our Lives), en la que también participaron. Tras el anuncio de los Clooney, otras celebridades como Oprah Winfrey, Jeffrey Katzenberg y Steven Spielberg se comprometieron a igualar la donación de $ 500,000.

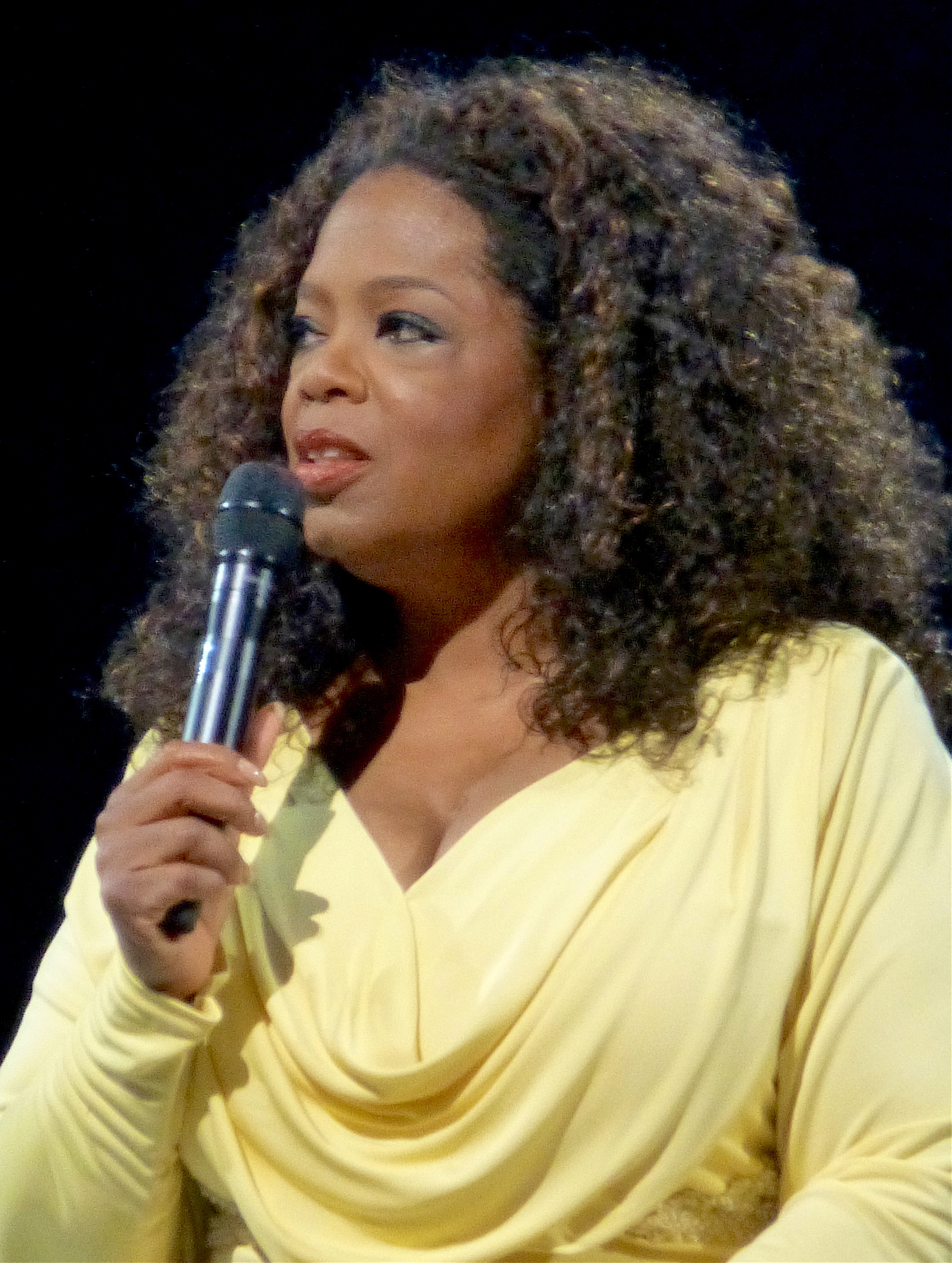
Oprah Winfrey.

En un editorial de la CNN titulado "La peor pesadilla de la NRA está aquí", Dean Obeidallah comparó a NeverAgain MSD con los primeros días del movimiento #MeToo que causó un "cambio cultural con respecto a la mala conducta sexual".
Casi 200 universidades de EE. UU. comprometidas a defender #NeverAgain agregaron sus nombres a #NeverAgain Colleges, incluidos el Instituto Tecnológico de Massachusetts, la Universidad de Harvard, la Universidad de Yale, la Universidad de Columbia y la Universidad de Florida. Las universidades no penalizarán a los estudiantes de secundaria que participen en protestas pacíficas de Never Again MSD, y protegerán a los estudiantes que enfrenten acciones disciplinarias.

### Nueva legislación
Los legisladores del estado de Florida aprobaron en el mes de marzo una nueva ley que impondrá nuevas restricciones a las ventas de armas de fuego y permitirá a algunos maestros y personal llevar armas de fuego a las escuelas. La Ley de Seguridad Pública Escuela Secundaria Marjory Stoneman Douglas fue impulsada por el tiroteo en la escuela secundaria Stoneman Douglas de Parkland. El gobernador firmó la ley el 9 de marzo de 2018. Tan pronto como el gobernador de Florida firmó la nueva ley de control de armas, la Asociación Nacional del Rifle presentó una demanda para bloquearla y evitar su aplicación. La poderosa organización considera que la legislación estatal de Florida vulnera la segunda enmienda de la Constitución de los Estados Unidos, la cual consagra el derecho y posesión de armas de fuego.